# Desoneração da folha de pagamento
A desoneração da folha de pagamento, no contexto brasileiro, consiste na isenção fiscal, para certos setores da economia, da contribuição patronal para a previdência social – normalmente devida no valor de 20% da folha de pagamento – substituída pela cobrança sobre o faturamento da empresa, com alíquotas de 2 a 4%, dependendo do setor.
A desoneração foi estabelecida em 2011 a partir da lei nº 12.546/2011, como parte do projeto Plano Brasil Maior e com o objetivo de aumentar a oferta de emprego à medida em que reduz os gastos das empresas com contratações. Em empresas de TI brasileiras, um dos setores beneficiados pela lei, com uma alíquota de 2,5%, a folha de pagamentos representa cerca de 60% das despesas, de acordo com o IBGE. Em empresas cujo custo da folha seja inferior a 15%, a desoneração seria desvantajosa, segundo Ian Campos Martins, presidente da Assespro-MG.
Essas desonerações do Plano Brasil Maior fizeram parte da nova matriz econômica do governo Dilma Rousseff. Elas foram apontadas como uma das causas da crise econômica brasileira de 2014. A própria presidente afirmou diversas vezes que seu maior erro foi ter feito as desonerações.

## Setores
Em 2018, através da lei 13.670/2018, a desoneração, que abrangia então 56 setores, passou a abranger apenas 17:
- Calçados
- Call center
- Comunicação
- Confecção/vestuário
- Construção civil
- Empresas de construção civil e obras de infraestrutura
- Couro
- Fabricação de veículos e carroçarias
- Máquinas e equipamentos
- Proteína animal
- Têxtil
- TI (Tecnologia da informação)
- TIC (Tecnologia da informação e comunicação)
- Projeto de circuitos integrados
- Transporte metroferroviário de passageiros
- Transporte rodoviário coletivo
- Transporte rodoviário de cargas

Veículos de comunicação e imprensa em geral foram criticados por terem possível conflito de interesse na matéria.

## Implementação
A implementação da desoneração da folha foi instituída através da Contribuição Previdenciária sobre a Receita Bruta (CPRB). Trata-se de uma contribuição social de natureza tributária, destinada a custear a previdência social e de competência da União Federal. Foi instituída pela Medida Provisória 540, de 2 de agosto de 2011, posteriormente convertida na Lei 12.546, de 14 de dezembro de 2011. Incide sobre a receita bruta de empresas que atendem a parâmetros definidos pela Lei 12.546, relacionados a atividades, setores e produtos específicos.

### Legislação
A alteração na legislação tributária foi executada por meio da Medida Provisória 540, de 2 de agosto de 2011, posteriormente convertida na Lei 12.546, de 14 de dezembro de 2011. A Lei 12.546 tem fundamento de validade na competência tributária conferida à União Federal pela alínea "b" do inciso I do art. 195 da Constituição Federal, com redação dada pela Emenda Constitucional nº 20, de 15 de dezembro de 1998. Ademais, em 2003, Constituição Federal foi alterada pela Emenda Constitucional nº 42, de 19 de dezembro de 2003, que incluiu o §13º no art. 195 e autorizou a substituição gradual, total ou parcial, da contribuição do empregador incidente sobre a folha de salário, por contribuição incidente sobre a receita ou o faturamento. 
Em 30 de dezembro de 2013 foi publicada a Instrução Normativa 1.436 que também dispõe sobre a CPRB. Informa em seu art. 1º, § 4º, que a receita bruta utilizada para cálculo da contribuição compreende a receita decorrente da venda de bens nas operações de conta própria e da prestação de serviços em geral, e o resultado auferido nas operações de conta alheia.

### Contribuintes
A Lei 12.546 determinou a substituição da contribuição previdenciária patronal de 20% incidente sobre a remuneração paga aos segurados empregados, avulsos e contribuintes individuais, instituída pelo art. 22 da Lei 8.212, de 24 de julho de 1991, pela contribuição social incidente, em percentuais específicos, sobre a receita bruta mensal das atividades, produtos e setores relacionados naquele dispositivo legal e alterações posteriores.
Portanto, a CPRB abrange os seguintes contribuintes:
(i)	que auferiram receita bruta decorrente do exercício de determinadas atividades elencadas na Lei 12.546; 
(ii)	que auferiram receita bruta decorrente da fabricação de determinados produtos listados por NCM na Lei  12.546; 
(iii)	que estão enquadrados em determinados códigos CNAE previstos na Lei 12.546.
Os contribuintes que se encontram nas situações (i) e (ii) descritas acima e auferirem receitas decorrentes de outras atividades e/ou de outros produtos não elencados na legislação deverão continuar a apurar a contribuição previdenciária patronal com base na folha de pagamento e realizar o recolhimento da CPRB proporcionalmente ao montante de sua receita total.

### Contribuições previdenciárias não abrangidas pela CPRB
A nova contribuição social sobre a receita bruta não alterou a forma de recolhimento da contribuição ao Seguro Acidente do Trabalho (SAT) / Risco Acidente do Trabalho (RAT), o Fator Acidentário de Prevenção (FAP), as contribuições destinadas a Outras Entidades ou Fundos (Terceiros/Sistema S) e as contribuições devidas pelos segurados empregados, trabalhadores avulsos e contribuintes individuais. 

### Escrituração e Recolhimento
A escrituração da CPRB é efetuada pela pessoa jurídica no SPED, no Bloco “P” na EFD-Contribuições, de forma autônoma e independente da escrituração do PIS e da Cofins. Apesar de exigível em relação aos fatos geradores ocorridos a partir de dezembro de 2011, a obrigatoriedade da escrituração da CPRB ocorre tão somente em relação a fatos geradores ocorridos a partir de março de 2012. 
A apuração e escrituração da contribuição previdenciária incidente sobre o valor da receita bruta mensal é obrigatória, independente da apuração do IR com base no lucro real ou presumido, desde que a empresa desenvolva atividades, produtos ou serviços relacionados na Tabela 5.1.1 de Códigos de Incidência. Referida tabela é disponibilizada na página da EFD-Contribuições, no portal do SPED, contemplando as seguintes características:
- A apuração e pagamento são efetuados de forma centralizada pelo estabelecimento matriz da pessoa jurídica;

- A escrituração das receitas, no registro P100 é registrada por estabelecimento da pessoa jurídica, mas a consolidação do valor devido é demonstrada de forma consolidada pela empresa, no registro P200;

- A confissão de débito na DCTF também é feita de forma centralizada pela empresa, assim como o recolhimento, em DARF, o que deve ser efetuado até o dia 20 do mês subsequente ao mês de competência.

### Contribuição Previdenciária sobre a Folha de Pagamento x Contribuição Previdenciária sobre a Receita Bruta
Deve ser observado que apenas a contribuição previdenciária sobre a receita bruta (Lei 12.546/2011) é objeto de escrituração na EFD-Contribuições. A contribuição previdenciária patronal instituída pela Lei 8.212/1991 não é escriturada na EFD-Contribuições, em função de sua base de incidência não ser a receita bruta, mas sim a remuneração mensal dos empregados, a qual será objeto de escrituração também no SPED, no e-Social. Atualmente, a contribuição patronal da Lei 8.212/91 é apurada e recolhida de forma individualizada, por cada estabelecimento da pessoa jurídica (matriz e filiais), em GFIP e GPS específicos.
Nesse contexto, pode ocorrer de a pessoa jurídica, em relação a um mesmo mês, se sujeitar à apuração e recolhimento das duas contribuições, caso venha a auferir receita bruta não relacionada na Tabela 5.1.1, em montante superior a 5% da receita bruta total do período.
No caso de toda a receita auferida pela empresa ser relativa às atividades dos art. 7º e 8º da Lei 12.546/2011, não haverá valor a recolher no tocante à contribuição patronal a ser informada na GFIP. E caso apenas parte da receita auferida seja relativa às atividades e produtos listados na Lei 12.546/2011, haverá um valor a recolher ajustado, com redução em relação ao valor apurado e informado em GFIP.